# Eileen Percy
Eileen Percy (21 de agosto de 1900 – 29 de julho de 1973) foi uma atriz nascida na Irlanda do Norte que atuou no cinema estadunidense na era muda. Atuou em mais de 60 filmes entre 1917 e 1933. Foi irmã da atriz Thelma Percy.

## Biografia
Percy nasceu em Belfast, Irlanda do Norte, mas foi educada no Brooklyn. Iniciou como modelo aos 11 anos, depois foi estrela de musicais e aos 17 estreou no cinema. No teatro, atuou em The Bluebird. O primeiro filme em que atuou, aos 17 anos, foi Panthea, lançado em janeiro de 1917, ao lado de Norma Talmadge e Erich von Stroheim, pela Norma Talmadge Film Corporation.

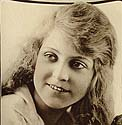
Eileen Percy em 1919.

Atuou depois em filmes como Wild and Woolly (1917), Down to Earth (1917), The Man from Painted Post (1917), Reaching for the Moon (1917), todos ao lado de Douglas Fairbanks pela  Douglas Fairbanks Pictures. Atuou depois pela Fox Film, Universal Pictures, Metro Pictures Corporation, William Russell Productions Inc., American Film Company, Paramount Pictures, Zane Grey Pictures, Louis B. Mayer Pictures Corporation, Columbia Pictures, entre outras. Entre seus filmes se destacam The Flirt (1922), pela Universal Pictures; East Side - West Side (1923), pela Sol Lesser Productions; The Unchastened Woman (1925), ao lado de Theda Bara; Cobra (1925), ao lado de Rodolfo Valentino; The Phantom Bullet (1926), ao lado de Hoot Gibson; Twelve Miles Out (1927), ao lado de John Gilbert e Joan Crawford. Atuou em um único seriado, The Third Eye, em 1920.
Percy não se adaptou bem à era sonora, e em seus últimos filmes, nos anos 1930, fez apenas pequenos papéis não-creditados.

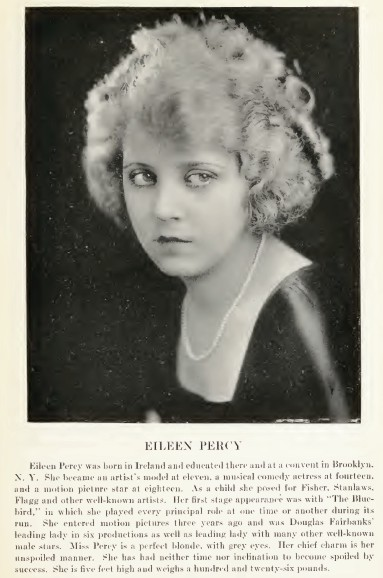
Eileen Percy em Who's Who on the Screen, 1920

Foi casada com Ulrich B. Busch entre 1919 e1930, e com o compositor Harry Ruby, a partir de 1936. Percy foi retratada no filme da MGM Three Little Words, em 1950, onde foi interpretada por Arlene Dahl.
Após retirar-se do cinema, Percy passou a escrever uma coluna social para o Los Angeles Examiner. Morreu de câncer em Los Angeles, Califórnia em 1973, e foi sepultada na Chapel of the Pines Crematory.

## Filmografia parcial
- Down to Earth (1917)
- The Man from Painted Post (1917)
- Wild and Woolly (1917)[7]
- Reaching for the Moon (1917) [8]
- Hitting the High Spots (1918)
- Brass Buttons (1919)
- Told in the Hills (1919)
- In Mizzoura (1919)
- Desert Gold (1919)
- The Pleasant Devil (1920)[9]
- The Third Eye (1920)

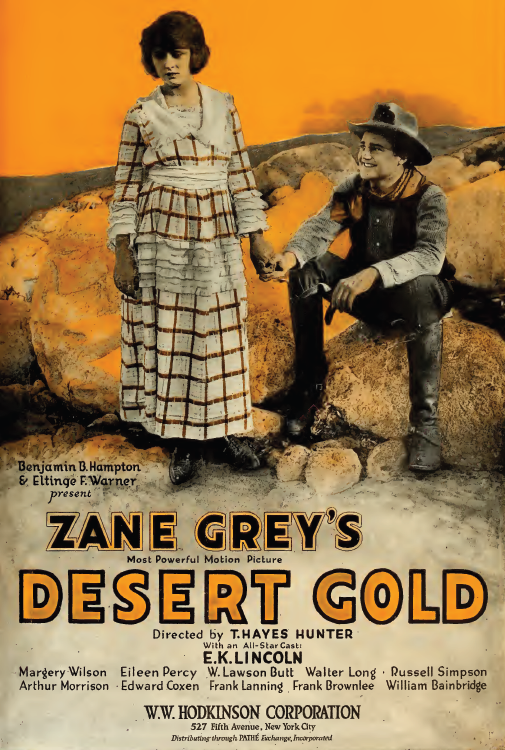
Cartaz do filme Desert Gold, de 1919.

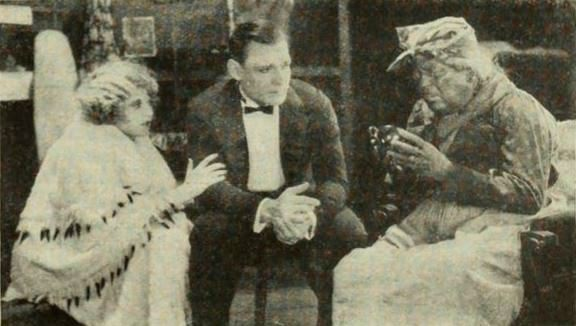
Cena do filme The Fast Mail, com Eileen Percy e Buck Jones (1922).

- The Flapper (1920) (não-creditada)[10]
- The Blushing Bride (1921)[11]
- The Flirt (1922)
- The Fast Mail (1922)
- The Prisoner (1923)
- East Side - West Side (1923)
- Tongues of Flame (1924)
- The Unchastened Woman (1925)
- Cobra (1925)
- The Shadow on the Wall (1925)
- The Phantom Bullet (1926)
- That Model from Paris (1926)[12]
- Twelve Miles Out (1927)
- Temptation (1930)
- The Secret of Madame Blanche (1933) (não-creditada)
- Bed of Roses (1933)